# Maria Augusta Trapp
Maria Augusta von Trapp, nata Kutschera (Vienna, 26 gennaio 1905 – Morrisville, 28 marzo 1987), è stata una cantante e scrittrice austriaca. È stata la matriarca dei Trapp Family Singers. La sua storia e quella della fuga della sua famiglia dall'Austria dopo l'Anschluss, narrata nell'autobiografia romanzata La famiglia Trapp, ha ispirato il musical The Sound of Music da cui è stato tratto il film Tutti insieme appassionatamente. L'autobiografia ha ispirato anche la serie animata giapponese Cantiamo insieme (トラップ一家物語?, Torappu ikke monogatari).

## Biografia
Maria Augusta Kutschera nacque nel 1905 su un treno diretto a Vienna. Nel 1924 entrò come novizia nell'abbazia di Nonnberg di Salisburgo, ma due anni dopo le fu affidato il compito di occuparsi dei sette figli del comandante di Marina Georg Ludwig von Trapp, vedovo dal 1922. Nel 1927 Maria e Georg si sposarono. Maria, Georg e i loro dieci figli (tre di Maria oltre ai sette del capitano) fecero il loro debutto canoro al Festival di Salisburgo nel 1936, con un repertorio di brani a cappella del XVI-XVIII secolo.
Nel settembre del 1938, sei mesi dopo l'occupazione nazista dell'Austria, i von Trapp fuggirono in Italia. Dopo aver viaggiato per l'Europa come rifugiati (avevano infatti dovuto lasciare tutti i loro beni in Austria), i von Trapp emigrarono negli Stati Uniti, stabilendosi nel 1942 nel Vermont. Il capitano morì cinque anni dopo e i von Trapp divennero famosi in America grazie alle loro interpretazioni di musiche popolari austriache, fino al ritiro dalle scene, nel 1956. La famiglia aprì quindi a Stowe una scuola di musica.
Maria von Trapp morì nel 1987 e venne sepolta a Stowe nei Trapp Family Lodge Grounds. Nel 1949 aveva pubblicato l'autobiografia (The story of the Trapp Family Singers) e per i diritti ricevette 9.000 dollari da una casa di produzione tedesca. Nel 1956 uscì il film Die Trapp Familie, che ottenne un discreto successo in Austria e Germania. La storia fu quindi trasformata in un musical per Broadway e quindi in Tutti insieme appassionatamente, film musicale di Robert Wise del 1965. La vera Maria von Trapp visitò il set durante le riprese e, entusiasta del lavoro, chiese di essere inserita tra le comparse insieme alla nipotina di tredici anni. Sono visibili nella scena in cui Julie Andrews, lasciando il convento per recarsi per la prima volta alla casa dei von Trapp, passa sotto tre grandi archi.

## Opere
Elenco delle opere di María von Trapp:
- The Story of the Trapp Family Singers - Maria Augusta Trapp. Philadelphia, J. B. Lippincott, 1949
- Around the Year with the Trapp Family - Maria Augusta Trapp. Garden City, New York: Doubleday, 1952
- A Family on Wheels: Further Adventures of the Trapp Family Singers - Maria Augusta Trapp with Ruth T. Murdoch. Philadelphia, Lippincott, 1959
- Yesterday, Today and Forever: The Religious Life of a Remarkable Family - Maria Augusta Trapp. Garden City, New York: Doubleday, 1952
- Maria - Maria von Trapp. Carol Stream, Ill., Creation House, 1972
- Let Me Tell You About My Savior - Maria Von Trapp. Green Forest, AR: New Leaf Press, 2000